# 周防 (東漢)
周防（？年—？年），字偉公，汝南郡汝陽縣（今河南省駐馬店市）人。其父是周揚，從小喪父，家境貧困，曾開旅店供過客住宿，但不收報酬。九世祖為周燕。

## 生平
周防十六歲時爲郡小吏。漢光武帝劉秀出巡汝南時，召見官吏測試經典，周防特別能誦讀，於是被任命為守丞。由於周防還尚未成年於是請辭。師從徐州刺史蓋豫，學習《古文尚書》，深稽博考，舉孝廉，授郎中。撰《尚書雜記》三十二篇，四十萬字。太尉張禹薦周防補任博士，升任陳留太守，後因犯法，被免官。七十八歲在家裡去世。

## 子
- 周舉，字宣光，[4]東漢光祿大夫。

## 延伸阅读
[在维基数据编辑]
 《後漢書/卷79上》，出自范晔《後漢書》